# Christian List
Christian List, es profesor de ciencias políticas y filosofía en la London School of Economics. Los intereses de investigación de List se relacionan con la teoría de la elección social, la epistemología formal, la filosofía política y la filosofía de las ciencias sociales.

## Educación
Christian obtuvo su BA y M.Phil. En St Peter's College, Oxford, y su D.Phil en la Nuffield College, ambas de la Universidad de Oxford. Él fue elegido por la Academia Británica en 2014, la academia nacional del Reino Unido para las humanidades y ciencias sociales.

## Why free will is real
En este libro Christian List propone una visión compatibilista del libre albedrío. Sostiene que es inadecuado analizar el libre albedrío desde un "nivel inferior", como lo hace por ejemplo la neurociencia, ya que al no respectar el nivel adecuado de análisis, fácilmente resultaría en una postura escéptica sobre el libre albedrío.
Propone que es más adecuado analizar el libre albedrío desde un "nivel superior", entendiendo este como un fenómeno emergente compatible con un postura fisicalista no reduccionista. El libre albedrío es real y sostiene que este es una capacidad que requiere de tres partes: Agentes intencionales, posibilidades alternativas y control causal.

## Publicaciones Seleccionadas
- Independence and interdependence: lessons from the hive. London School of Economics and Political Science, London, 2010. (With Adrian Vermeule)
- Where do preferences come from? London School of Economics and Political Science, London, 2010. (With Franz Dietrich)
- Group Agency: the possibility, design, and status of corporate agents. Oxford University Press, Oxford, 2011. (With Philip Pettit)[4]
- "Emergent chance", The Philosophical Review, 124 (1), 2015, pp. 119–152. (With Marcus Pivato)